# Koppelteken
Een koppelteken is een leesteken dat onderdelen van samenstellingen of samenkoppelingen met elkaar verbindt. Het heeft de vorm van het kortste liggende streepje en komt daarmee uiterlijk overeen met het afbreekstreepje en het weglatingsstreepje: in de typografie wordt voor alle drie de tekens een divisie gebruikt (-).
De regels voor het gebruik van koppeltekens zijn van taal tot taal verschillend. De regels voor het gebruik in de officiële Nederlandse spelling worden besproken in het artikel Koppelteken in de Nederlandse spelling.

## Unicode
In Unicode kunnen de volgende tekens als koppelteken worden gebruikt:
- U+002D - HYPHEN-MINUS, wordt ook gebruikt als minteken
- U+2010 ‐ HYPHEN, komt het meest overeen met een divisie
- U+2011 ‑ NON-BREAKING HYPHEN, mag niet worden afgebroken aan het einde van een regel